# Mario Adolfo Espejo Serna
Mario Adolfo Espejo Serna (1951) es un naturalista, botánico y ecólogo mexicano.

## Biografía
En 1984, obtuvo la licenciatura en biología por la Universidad Autónoma Metropolitana Unidad Iztapalapa, especializándose en ecología. Más tarde recibió una maestría por la Universidad Nacional Autónoma de México por su revisión taxonómica del género Salvia (Sigmoideae). Durante esos años de postgrado enseñó en Iztapalapa como asistente y en 1988 como profesor asociado. Desde 1992, lo ha sido como profesor titular C. En 2003, con una tesis sobre la sistemática del complejo de especies de Tillandsia plumosa Baker (Bromeliaceae), Espejo Serna fue galardonado con un doctorado de la UAM Iztapalapa.
Participa en varios proyectos para mejorar las colecciones del herbario UAMIZ, viajando desde 1992, a todos los estados de México, en busca de especímenes de plantas. Recopilando todas las variedades de angiospermas se centra en monocotiledóneas en particular, y también ha recogido ejemplares de gimnospermas y pteridofitas. Como investigador de nivel I en el marco del Sistema Nacional de Investigadores, es responsable de la publicación de más de 100 artículos científicos, la mayoría de los cuales se centran en la taxonomía de la familia de las bromelias, y el epíteto específico de aesii en Tillandsia aesii (una bromeliad) contiene sus iniciales como un homenaje.

## Honores

### Eponimia
- (Bromeliaceae) Tillandsia aesii I.Ramírez & Carnevali[2]
- (Bromeliaceae) Pitcairnia espejoi Beutelspacher & García-Martínez[3]
- (Orchidaceae) Malaxis espejoi R.González Tamayo
- (Apocynaceae) Gonolobus espejoi G.M.Hern.-Barón, Hern.-Barón & López-Ferr.[4]

- La abreviatura «Espejo» se emplea para indicar a Mario Adolfo Espejo Serna como autoridad en la descripción y clasificación científica de los vegetales.[5]